# Жекулина, Ольга Анатольевна
О́льга Анато́льевна Жеку́лина (4 октября 1900 — 5 августа 1973)  — российская и советская художница.
Известна своими этюдами и театрально-декорационными работами. Одна из известных советских кукольников. Член Московского Союза художников.

## Биография
Ольга Жекулина родилась в 1900 году в образованной дворянской семье. Первоначальное художественное образование она получила в частной студии известного русского живописца Константина Юона, где училась до 1917 года.
В 1918-1921 годах училась в Свободных художественных мастерских у К.А.Коровина (с 1921 года - ВХУТЕМАС). В 1921 году Жекулина была отчислена из ВХУТЕМАСа за непролетарское происхождение.
Активная творческая деятельность художницы началась на рубеже 1910–20-х годов.
В 20-е годы Жекулина занималась оформлением выступлений агитбригад; участвовала в выставках и жизни общества художников «Жар-цвет», в котором также состояли А. Архипов, Ф. Богородский, М. Добужинский, К. Петров-Водкин, М. Волошин, А. Остроумова-Лебедева и другие крупные художники того времени. Основные мотивы в живописи художницы в этот период - "утопающие в снегу избы, весеннее половодье, серебристые летние дали".
в 1930 году стала известной благодаря декорациям «Легкомысленной комедии для серьёзных людей» Оскара Уайлда для филиала Малого театра.
После этого она около двадцати лет проработала художницей в кукольном театре Московского Дома пионеров.
В 1950-х годах становится членом МОСХ. В конце 1950-х годов Жекулина работает над крупным государственным заказом: серия пейзажей, посвящённых Красной Пресне.
В 1960-х года художница работает над "валдайским циклом", посвященным русской деревне.
Художница умерла в 1973 году. За свою жизнь художница создала около 200 произведений.

## Семья
Отец был уездным агрономом, а затем банкиром. Репрессирован.
Старший брат Сергей был профессором психологии. Младший брат Лев был известным учёным-электротехником, автором сотен научных трудов. Лев работал с С. П. Королёвым.

## Некоторые известные работы
- Весенний день (1930 год, картон, масло)
- Синие тени (1920-е, холст, масло)

## Галерея
- Розовые облака
- Натюрморт с деревянной лошадкой